# Петерсен, Хенри
Хенри Петерсен (1900—1949) — датский легкоатлет и гимнаст. На олимпийских играх 1920 года выиграл серебряную медаль в прыжках с шестом с результатом 3,70 м. Выступал на Олимпиаде 1924 года, где занял 4-е место. Победитель Всемирных студенческих игр 1923 года.

## Биография
Родился 1 октября 1900 года в маленькой деревушке Ринг, вблизи города Бредструп. В 1906 году вместе с семьёй переехал в Копенгаген. В юношеском возрасте он стал заниматься спортом, в частности он был членом Копенгагенского легкоатлетического клуба и клуба спортивной гимнастики "Афины". 
Завершил карьеру накануне олимпийских игр 1928 года, так как заболел туберкулёзом.

## Достижения
Чемпионаты Дании
| - 1927 Прыжки с шестом 3,80 - 1927 4x100 метров 44,6 - 1926 Прыжки с шестом 3,80 - 1926 4x100 метров 44,5 - 1925 Прыжки с шестом 4,00 - 1925 4x100 метров 44,8 - 1923 Прыжки с шестом 3,85 - 1923 4x100 метров 44,5 - 1922 Прыжки с шестом 3,60 - 1922 4x100 метров 44,9 - 1921 Прыжки с шестом 3,81 - 1921 4x100 метров - 1920 Прыжки с шестом 3,70 - 1920 4x100 метров 44,0 - 1919 Прыжки с шестом 3,70 - 1919 4x100 метров 44,6 - 1918 Прыжки с шестом 3,40 | - 1927 Командное первенство - 1925 Командное первенство - 1924 Командное первенство - 1922 Командное первенство - 1921 Командное первенство |